# Губанов, Игорь Игоревич
И́горь И́горевич Губа́нов (род. 4 февраля 1992, Ростов-на-Дону, Россия) — российский футболист, защитник.

## Карьера
Воспитанник клуба «Ростов». В 2010—2013 годах играл в молодёжном первенстве, а также выступал на правах аренды за СКВО и МИТОС. Первую половину сезона 2015/16 защищал цвета клуба «Сибирь-2». В 2016 году пополнил ряды клуба «Зенит-Ижевск». В 2017 году перешёл в «Чайку». 9 июля 2018 года подписал контракт с минским «Торпедо». Дебютировал в Высшей лиги Белоруссии 25 августа в матче против «Немана» (0:1), заменив на 43-й минуте Игоря Шумилова. Летом 2019 года перешёл в «Слуцк». В 2020—2022 годах защищал цвета казахстанских клубов «Кызыл-Жар», «Актобе» и «Кыран». В марте 2023 года подписал контракт с киргизским клубом «Дордой», вместе с которым стал бронзовым призёром чемпионата.

## Достижения
- Бронзовый призёр чемпионата Кыргызстана: 2023,2024
- Серебряный призёр зоны «Урал-Поволжье» Второго дивизиона: 2016/17
- Бронзовый призёр зоны «Юг» Второго дивизиона: 2017/18                                               • Победитель Кубка Кыргызстана 2024